# 자성남
자성남(慈成男, 1954년 3월 28일 ~ )은 조선민주주의인민공화국의 외교관이다.

## 주요 이력
그는 유엔 주재 조선민주주의인민공화국 대표부 공사로 근무하다가 2007~2011년 사이 영국 주재 조선민주주의인민공화국 대사로 있었다. 2011년에 런던의 웨스트민스터 사원에서 개최된 웨일스 공자 윌리엄과 케이트 미들턴의 결혼식에 초청을 받아 참석하였다. 이후 조선민주주의인민공화국 외무성 예하 국장으로 있다가 2014년 2월, 신선호의 후임으로 유엔 주재 조선민주주의인민공화국 대사로 부임하였다.